# Debye (cráter)

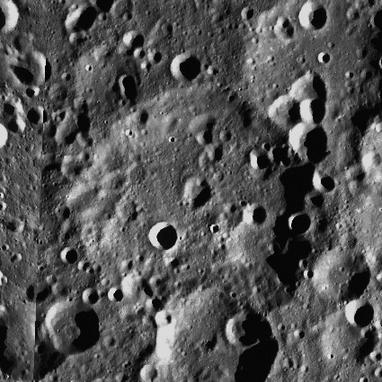
Fotografía de la misión Lunar Reconnaissance Orbiter

Debye es un cráter de impacto que se encuentra en el hemisferio norte de la Luna, próximo a la cara oculta, cuando se observa desde la Tierra. Se halla al sur del cráter Chappell, al suroeste de la llanura amurallada del cráter Rowland, y al este de D'Alembert.
El borde exterior de este cráter ha sido muy deteriorado por impactos posteriores, mostrando la forma de un círculo un poco distorsionado. El extremo noreste, en particular, se ha rectificado por el efecto de los impactos, y el borde del cráter en su conjunto tiene una forma aproximadamente poligonal. El borde sur se superpone al cráter de menor tamaño Perkin. La sección más fuertemente erosionado se sitúa en el noreste, donde un grupo de cráteres superpuestos invade el perímetro. El borde occidental está entallado y aloja varios impactos pequeños.
El interior del cráter está casi tan destrozado como el borde exterior. La rampa exterior de Perkin invade parcialmente el suelo del lado sur. Las partes restantes del interior han sido bombardeadas y abatidas por numerosos impactos, dejando una superficie irregular que es casi tan escarpada como el terreno que rodea al cráter. El más reciente de estos impactos es un pequeño cráter en forma de copa situado ligeramente al sudoeste del punto medio.

## Cráteres satélite
Por convención estos elementos son identificados en los mapas lunares poniendo la letra en el lado del punto medio del cráter que está más cerca de Debye.
|       | \| Debye \| Coordenadas \| Diámetro \| \| ----- \| ------------------------------- \| -------- \| \| E \| 50°24′N 171°00′O / 50.4, -171.0 \| 41 km \| \| J \| 48°24′N 172°36′O / 48.4, -172.6 \| 30 km \| \| Q \| 47°30′N 178°24′O / 47.5, -178.4 \| 26 km \| |          |
| Debye | Coordenadas | Diámetro |
| E     | 50°24′N 171°00′O / 50.4, -171.0 | 41 km    |
| J     | 48°24′N 172°36′O / 48.4, -172.6 | 30 km    |
| Q     | 47°30′N 178°24′O / 47.5, -178.4 | 26 km    |